# Scene Stealers (음반)
Scene Stealers는 박재범, Ugly Duck의 합작 미니 앨범이다.

## 수록곡
1. ㅎㄷㄷ (PUT'EM UP)
2. 우리가 빠지면 PARTY가 아니지
3. PLP (Feat. Far East Movement)
4. NOWHERE
5. 니가 알던 내가 아냐 (Remix) (Feat. 로꼬, 데이데이, 사이먼 도미닉)
6. 우리가 빠지면 PARTY가 아니지 (Clean Ver.)